# エイゴビート
『エイゴビート』は、NHK Eテレにて2017年4月6日から2024年3月20日まで放送された英語番組。2020年4月2日から放送中の改題番組である『エイゴビート2』についてもこの項で説明する。 

## 概要
- 小学校3年生 - 小学校4年生レベルである[1][2]。
- 学習指導要領等に基づく「学校放送」としても放送している。
- 2016年度にパイロット版が1回（再放送4回）放送された。舞台は小学校となっており、栗田勇気は教師である。2017年のレギュラー版もこの形式を踏襲している。
- 2019年9月にすみれをメインキャストに起用した『エイゴビート2』パイロット版を放送。2020年から一部設定を変更してレギュラー化。こちらの舞台は動画スタジオであるが、子役らによる街頭ロケがあるのが特徴となっている。
- 英検Jrでは、シルバーランク程度の内容として位置づけられている。
- 『エイゴビート』第1シリーズについては2023年度を以って放送・配信ともに終了。2024年度からは『エイゴビート2』を1年間かけて放送する形態に変更される。

## 放送時間

### 2016年度
以下＂第1シリーズパイロット版＂と称す。
本放送
【8月5日】10:00 - 10:10
再放送
【8月19日】9:00 - 9:10
【9月22日】9:55 - 10:05
【10月10日】17:00 - 17:10
【11月3日】9:55 - 10:05

### 2017年度前期
以下＂第1シリーズ＂と称す。
本放送
【土】18:50 - 19:00
（8月19日は19：00 - 19：10）
（9月30日は放送休止）
再放送
【翌週・木】9:55 - 10:05

### 2017年度後期
＂第1シリーズ＂の再放送。 	
再放送
【土】18:50 - 19:00
【翌週・木】9:55 - 10:05

### 2018年度前期
＂第1シリーズ＂の再放送。
【木】9:55 - 10:05

### 2018年度後期
＂第1シリーズ＂の再放送。
【金】15:45 - 15:55

### 2019年度前期
＂第1シリーズ＂の再放送。
【木】9:55 - 10:05
【金】15:45 - 15:55
上記のレギュラー放送とは別に、祝日の特集番組枠で第2シリーズパイロット版が放送された。
本放送
【9月23日】10:00 - 10:10
再放送
【9月29日】16:50 - 17:00

### 2019年度後期
＂第1シリーズ＂の再放送。
【金】15:45 - 15:55

### 2020年度
当初の計画では、前期に＂第2シリーズ＂（エイゴビート2）の初回放送を行い、後期は＂第1シリーズ＂の再放送とする予定であった。
しかし、改正・新型インフルエンザ等対策特別措置法に基づく新型コロナウイルス緊急事態宣言の影響により、第2シリーズの制作が中断。このため、第2シリーズは撮影済みの8回分を放送して休止となる。5月下旬からは第1シリーズの再放送を、当初の予定から約4ヶ月繰り上げる形で行った。第1シリーズの再放送が満了した翌週の11月26日より第2シリーズが再開され、翌年3月まで放送された。
本放送
【木】9:55 - 10:05
（2021年3月25日は放送休止）
再放送
【金】15:45 - 15:55

### 2021年度
前期は＂第2シリーズ＂の再放送、後期は＂第1シリーズ＂の再放送。
【木】9:55 - 10:05
【金】15:45 - 15:55

### 2022年度
前期は＂第2シリーズ＂の再放送、後期は＂第1シリーズ＂の再放送。
【木】9:50 - 10:00
【火】16:30 - 16:40

### 2023年度
前期は＂第2シリーズ＂の再放送、後期は＂第1シリーズ＂の再放送。ただし編成の都合でレギュラー枠ではいずれも24回中20回分のみの放送となり、残りの放送回は『Eテレセレクション』などの単発枠で消化した。
【木】9:50 - 10:00
【火】15:35 - 15:45
レギュラー枠での未放送分は以下の日程で放送。
第2シリーズ・21-22話
【10月14日】16:40 - 17:00
第2シリーズ・23話
【10月21日】16:50 - 17:00
第2シリーズ・24話
【10月22日】16:50 - 17:00
第1シリーズ・21-22話
【3月19日】9:30 - 9:50
第1シリーズ・23-24話
【3月20日】9:30 - 9:50

### 2024年度
＂第2シリーズ＂を1年かけて再放送。「英語で弟子入り！」などの一部の回を除き、隔週で次の回に入れ替える形式になる。
【木】9:50 - 10:00
【火】15:35 - 15:45

### 2025年度
＂第2シリーズ＂を1年かけて再放送。放送形態は2024年と同様。
【木】9:50 - 10:00

## 出演者

### 第1シリーズパイロット版
栗田 勇気
演 - 栗原類
ランディ
声 - エミリー・リームズ
アヤ
演 - 小熊莉々葉
ハルカ
演 - 宮原和

### 第1シリーズ
栗田 勇気
演 - 栗原類
アヤ達のクラスの担任。昔、歌手になりたかったと言っており、その際、「ソーラン節」を少し歌唱している。
ドラマパート、ビートバトルアリーナ(MCとして)に登場する。
ドラマパートでは背広、ビートバトルアリーナではシルクハットを被っている。
パイロット版からの出演である。
ランディ
声 - エミリー・リームズ
アヤ達のクラスメート的存在。
登場するのは、ドラマパート、ビートバトルアリーナ、ラップコーナーである。
パイロット版からの出演である。
ビートバトルアリーナでは、バトル前の登場。
高橋 アヤ
演 - 小熊莉々葉
パイロット版からの出演である。
エイゴビート1では、ドラマパート、ビートバトルアリーナ(不定期出演)に登場する。
鈴木 リン
演 - 東ノエル
エイゴビート1からの出演であり、ドラマパート、ビートバトルアリーナ(不定期出演)に登場する。
武田 マイコ
演 - 安川宝
エイゴビート1からの出演であり、ドラマパート、ビートバトルアリーナ(不定期出演)に登場する。
渡辺 マサト
演 - 成松亮
エイゴビート1からの出演であり、ドラマパート、ビートバトルアリーナ(不定期出演)に登場する。
飯島 イチ / DJビッグワン
演 - 兵頭秀明
エイゴビート1からの出演であり、ドラマパート、ビートバトルアリーナ(不定期出演)、ラップコーナーに登場する。
坂口 ミウ
演 - 佐々木ゆら
エイゴビート1からの出演であり、ドラマパート、ビートバトルアリーナ(不定期出演)に登場する。
木下 ショウタ
演 - 加藤直輝
エイゴビート1からの出演であり、ドラマパート、ビートバトルアリーナ(不定期出演)に登場する。
朝香 タクマ
演 - 岸田瑛音
エイゴビート1からの出演であり、ドラマパート、ビートバトルアリーナ(不定期出演)に登場する。
ティナ / MCタイニー・ワン
演 - ナイア・T
エイゴビート1からの出演であり、ラップコーナーのみ登場である。

### ビートバトル ゲスト
- 谷まりあ（パイロット版）
- ゆりやんレトリィバァ（第1 - 4話）　
- 小島よしお（第5 - 8話）
- 椿鬼奴（第9 - 12話）
- あばれる君（第13 - 16話）
- 藤井隆（第17 - 20話）
- 武井壮（第21 - 24話）

### 第2シリーズパイロット版
Dr.バイオレット
演 - すみれ
トモエ
演 - 高丸えみり
かすみ
演 - 関沢美紘
大五郎
演 - りきまる

### 第2シリーズ
すみれ（すみれ）
えみり（高丸えみり）
みひろ（関沢美紘）
りきまる（りきまる）
そうき（松本惣己）

## 放送リスト

### 第1シリーズ
| 回 | 初回放送日     | サブタイトル             |
| -- | -------------- | ------------------------ |
| 0  | 2016年08月05日 | （パイロット版）         |
| 1  | 2017年04月08日 | ぼくはランディ           |
| 2  | 2017年04月15日 | つかれているの？         |
| 3  | 2017年04月22日 | ベーコンが好きなんだ     |
| 4  | 2017年04月29日 | ネコかな？               |
| 5  | 2017年05月13日 | チョコレートを持ってるよ |
| 6  | 2017年05月20日 | 赤 持ってる？            |
| 7  | 2017年05月27日 | オレンジジュースがほしい |
| 8  | 2017年06月03日 | 動物園に行こう           |
| 9  | 2017年06月10日 | スケートができるよ       |
| 10 | 2017年06月17日 | すてきなワンピースだね   |
| 11 | 2017年06月24日 | いま何時？               |
| 12 | 2017年07月01日 | 私のノートはどこ？       |
| 13 | 2017年07月08日 | あの人はだれ？           |
| 14 | 2017年07月15日 | 11こ持っている           |
| 15 | 2017年07月22日 | つま先をさわれる？       |
| 16 | 2017年07月29日 | ここを右に曲がるの       |
| 17 | 2017年08月05日 | 長すぎるよ               |
| 18 | 2017年08月12日 | 日曜日 あいてる？        |
| 19 | 2017年08月19日 | たんじょう日はいつ？     |
| 20 | 2017年08月26日 | 野球をしているよ         |
| 21 | 2017年09月02日 | しょっぱい               |
| 22 | 2017年09月09日 | 立って！                 |
| 23 | 2017年09月16日 | どの教科が好き？         |
| 24 | 2017年09月23日 | アイドルになりたい       |

### 第2シリーズ
| 回 | 初回放送日     | サブタイトル                           |
| -- | -------------- | -------------------------------------- |
| 0  | 2019年09月23日 | （パイロット版）                       |
| 1  | 2020年04月02日 | Hello! あいさつをしよう                |
| 2  | 2020年04月09日 | How are you? 気分はどう？              |
| 3  | 2020年04月16日 | How many? 数えてあそぼう               |
| 4  | 2020年04月23日 | 英語で弟子入り！① 第1～3回のまとめ     |
| 5  | 2020年04月30日 | I like pink. すきなものをつたえよう    |
| 6  | 2020年05月07日 | What do you like? 何がすき？           |
| 7  | 2020年05月14日 | アルファベットで遊ぼう(１)             |
| 8  | 2020年05月21日 | 英語で弟子入り！② 第5～7回のまとめ     |
| 9  | 2020年11月26日 | This is for you. これあげる            |
| 10 | 2020年12月03日 | What's This? これなあに？              |
| 11 | 2020年12月10日 | Who is he? だれかな？                  |
| 12 | 2020年12月17日 | 英語で弟子入り！③ 第9～11回のまとめ    |
| 13 | 2021年01月07日 | Good morning! いろいろなあいさつ       |
| 14 | 2021年01月14日 | How's the weather? きょうの天気は？    |
| 15 | 2021年01月21日 | What day is it? きょうは何曜日？       |
| 16 | 2021年01月28日 | 英語で弟子入り！④ 第13～15回のまとめ   |
| 17 | 2021年02月04日 | What time is it? いま、何時？          |
| 18 | 2021年02月11日 | Do you have ...? 持ってる？            |
| 19 | 2021年02月18日 | アルファベットで遊ぼう(2)              |
| 20 | 2021年02月25日 | 英語で弟子入り！⑤ 第17～19回のまとめ   |
| 21 | 2021年03月04日 | What do you want? ほしいものは何かな？ |
| 22 | 2021年03月11日 | Turn right. 右に曲がって               |
| 23 | 2021年03月18日 | This is my day. ぼく・わたしの一日     |
| 24 | 2021年03月26日 | 英語で弟子入り！⑥ 第21～23回のまとめ   |